# Elke Künholz
Elke Künholz (* 25. August 1959 in Aßlar) ist eine hessische Politikerin (SPD) und war Abgeordnete des Hessischen Landtags.

## Ausbildung und Beruf
Elke Künholz machte nach dem Besuch der Gesamtschule in Aßlar eine Lehre zur Zahnarzthelferin. In den Jahren 1980 bis 1982 besuchte sie die Goetheschule in Wetzlar und erwarb auf dem zweiten Bildungsweg das Abitur. Anschließend studierte sie an der Verwaltungsfachhochschule Hessen in Wiesbaden und arbeitete seit 1985 als Inspektorin in der Kommunal- und Finanzaufsicht beim Landrat des Main-Taunus-Kreises und seit 1987 bei der Stadt Wetzlar.

## Politik
Elke Künholz ist Mitglied der SPD und dort in verschiedenen Vorstandsämtern tätig.
Kommunalpolitisch ist sie als Kreistagsabgeordnete im Landkreis Gießen und im Lahn-Dill-Kreis, im Ortsbeirat Biebertal und als Stadtverordnete in Aßlar aktiv.
Bei der Landtagswahl in Hessen 2008 wurde sie als Direktkandidatin des Wahlkreises Lahn-Dill II in den Hessischen Landtag gewählt. Bei den Neuwahlen am 18. Januar 2009 (Landtagswahl in Hessen 2009) verlor sie ihr Landtagsmandat.
Am 7. September 2009 wurde Künholz zur Ersten Kreisbeigeordneten des Landkreises Hersfeld-Rotenburg in den Kreisausschuss gewählt. Im Dezember 2009 wurde sie vereidigt und in ihr Amt eingeführt.